# San Pedro Amuzgos
San Pedro Amuzgos là một đô thị thuộc bang Oaxaca, México. Năm 2005, dân số của đô thị này là 5473 người.